# Дом Израиля (Гана)
Дом Израиля (англ. House of Israel) — еврейское сообщество, расположенное в Sefwi Wiawso на юго-западе Ганы. Эта группа людей, принадлежащих к племени Sefwi построила синагогу в 1998 году. Многие мужчины и дети читают на английском языке, но никто не владеет ивритом.

## История евреев в Гане
Аарон Ахомтре Тоакйирафа (Aaron Ahomtre Toakyirafa), лидер общины, у которого, как говорят, в 1976 году было виде́ние, призывает членов общины Sefwi Wiawso «вернуться» к нормативному иудаизму. В 2012 году проживающая в Торонто режиссёр Габриэль Зилка (Gabrielle Zilkha) посетила Sefwe Wiawso для проведения исследовательской работы для документального фильма о Доме Израиля. Согласно Зилке, около 200 человек, в основном дети, живут в общине. Она утверждает, что без архивных записей очень сложно подтвердить претензии и утверждения общины, однако существует устная традиция, датируемая примерно началом XIX века.

## Еврейские сооружения
У лидера «Дома Израиля» с 1993 года, Давида Энкора (David Ahenkorah) было своё виде́ние о том, что он должен возложить на себя мантию. Ему был предоставлен участок земли площадью 40 акров для постройки еврейской школы для общины, но люди не смогли собрать средства для строительства. В настоящее время дети посещают местную школу, которой управляют христиане. Община построила синагогу в 1998 году в New Adiembra, еврейском квартале в Sefri Wiawso. Недавно здание покрасили в голубой и белый цвета, цвета флага Израиля. К прихожанам синагоги относятся несколько семей и около 200 человек.